# Anthospermum asperuloides
Espèce
Synonymes
- Anthospermum cameroonense Hutch. & Dalziel[1]

Statut de conservation UICN

 NT  : Quasi menacé
Anthospermum asperuloides Hook.f. est une espèce de plantes de la famille des Rubiacées et du genre Anthospermum, présente sur la ligne montagneuse du Cameroun.

## Description
C'est un sous-arbrisseau pouvant atteindre 50 cm de hauteur.

## Distribution
Assez rare, subendémique du Cameroun où on la trouve dans trois régions (Nord-Ouest, Sud-Ouest, Ouest), l'espèce a également été observée en Guinée équatoriale (Bioko).